# 三丘翔太
三丘 翔太（みつおか しょうた、本名：三岡 翔太、1993年11月30日‐）は、日本の演歌歌手。
静岡県藤枝市出身、158cm、血液型はA型。佐藤企画所属。

## 経歴
静岡県藤枝市出身。10歳から横浜市金沢区で育つ。　
カラオケ喫茶を営む祖父母の影響で演歌に興味を持ち始め、初めて歌った演歌は大泉逸郎の「孫」　（「うちの孫が孫を歌う」と祖父母に連れられて近所の銭湯で歌って面白がられていたとラジオで話している）。
2009年5月、高校1年生時に神奈川県横浜市で行われたNHKのど自慢で「北の漁場」を歌唱しチャンピオンになる。（ゲスト：北島三郎）
その後すぐに出場したカラオケ大会で、審査員だった作曲家・水森英夫にスカウトされ高校三年生の時から本格的にレッスンを受け始める。
レッスン生活を送っている時にその声が五木ひろしの耳に留まり、2015年3月、自身が司会をするBS朝日「日本の名曲 人生、歌がある」に推薦歌手として出演したところレコード会社の目に留まりデビューする事になる。　（番組での歌唱曲は春日八郎「別れの波止場」と藤島桓夫「お月さん今晩は」）
2016年1月20日「星影の里」でテイチクエンタテインメントからデビュー。
そのリクエストを集計し、上位の楽曲を集めたカバーアルバム「翔太のお品書き」を2枚発売。キャンペーンから発展した、お客様からのご注文で歌唱曲を決めて行くワンマンライブ「翔太のお品書きライブ～ご注文お決まりですか～」も定期的に行っている。
2017年には活躍が期待される新人に贈られる「日本作曲家協会 奨励賞」を受賞。
その演歌・歌謡曲の知識を活かし、2018年４月からは毎週土曜日、東海ラジオでアナウンサーの井田勝也と「井田・三丘の歌謡曲主義」のパーソナリティーを担当している。

## 人物
- 中学校、高校時代は吹奏楽部でコントラバスとチューバを担当していた。
- いつでもひとりで散歩が出来るように新宿御苑の年間パスポートを所持している。
- デビュー前から蝶ネクタイを集める事が趣味で、デビュー後も蝶ネクタイがトレードマークとなっている。
- 一番好きな食べ物は「枝豆」（将来の夢は枝豆農園を作ること）
- NHK紅白歌合戦を観る事が大好きで、特に平成の紅白は事細かに説明する事ができる。あまりにも紅白が好きすぎて、レギュラーのラジオ「井田・三丘の歌謡曲主義」では紅白を語るコーナーが出来た。紅白は歌手として出場よりも裏トークに出演したいとラジオで本気で語っている。
- プロフィールでは好きな歌手に三代目J Soul Brothers と ナオト・インティライミをあげており、ナオト･インティライミはファンクラブにも入っている。

## ディスコグラフィ

### シングル
- すべてテイチクエンタテインメントからリリース。

| #  | 発売日          | 曲順 | タイトル              | 作詞         | 作曲       | 編曲       | オリコン 最高順位 | 規格品番   |
| -- | --------------- | ---- | --------------------- | ------------ | ---------- | ---------- | ----------------- | ---------- |
| 1  | 2016年 1月20日  | 01   | 星影の里              | 坂口照幸     | 水森英夫   | 蔦将包     | -                 | TECA-13650 |
| 1  | 2016年 1月20日  | 02   | 天草みれん            | 麻こよみ     | 水森英夫   | 蔦将包     | -                 | TECA-13650 |
| 2  | 2017年 3月22日  | 01   | 虹色の雨              | 里村龍一     | 水森英夫   | 石倉重信   | -                 | TECA-13750 |
| 2  | 2017年 3月22日  | 02   | 東京ワルツ            | 坂口照幸     | 水森英夫   | 石倉重信   | -                 | TECA-13750 |
| 3  | 2018年 4月4日   | 01   | 面影今いずこ          | 水森英夫     | 水森英夫   | 丸山雅仁   | -                 | TECA-13836 |
| 3  | 2018年 4月4日   | 02   | 菜の花通り            | 森坂とも     | 水森英夫   | 丸山雅仁   | -                 | TECA-13836 |
| 4  | 2019年 1月16日  | 01   | 散歩道                | 神戸陽三     | 桧原さとし | 石倉重信   | -                 | TECA-13900 |
| 4  | 2019年 1月16日  | 02   | 昭和がふたり          | 神戸陽三     | 桧原さとし | 石倉重信   | -                 | TECA-13900 |
| 5  | 2019年 11月20日 | 01   | 燈台灯り              | 麻こよみ     | 水森英夫   | 伊戸のりお | -                 | TECA-13973 |
| 5  | 2019年 11月20日 | 02   | さすらい種次郎        | 麻こよみ     | 水森英夫   | 伊戸のりお | -                 | TECA-13973 |
| 6  | 2020年 11月18日 | 01   | 酒しずく              | 麻こよみ     | 水森英夫   | 伊戸のりお | 42位              | TECA-20067 |
| 6  | 2020年 11月18日 | 02   | きみまち阪            | 美馬とおる   | 水森英夫   | 伊戸のりお | 42位              | TECA-20067 |
| 7  | 2021年 11月17日 | 01   | よこはま埠頭          | かず翼       | 水森英夫   | 石倉重信   | 47位              | TECA-21057 |
| 7  | 2021年 11月17日 | 02   | そんなもん人生        | 水谷千重子   | 水森英夫   | 石倉重信   | 47位              | TECA-21057 |
| 8  | 2022年 10月19日 | 01   | 発車のベルが長すぎる  | 岸快生       | 水森英夫   | 竹内弘一   | 48位              | TECA-22061 |
| 8  | 2022年 10月19日 | 02   | しあわせのうた        | 水森英夫     | 水森英夫   | 竹内弘一   | 48位              | TECA-22061 |
| 9  | 2023年 10月18日 | 01   | 釧路発5時35分根室行き | さくらちさと | 水森英夫   | 竹内弘一   | -                 | TECA-23065 |
| 9  | 2023年 10月18日 | 02   | 捨てられないの        | さくらちさと | 水森英夫   | 竹内弘一   | -                 | TECA-23065 |
| 10 | 2024年 10月16日 | 01   | ゆうなぎの唄          | 前田たかひろ | 水森英夫   | 猪股義周   | 38位              | TECA-24055 |
| 10 | 2024年 10月16日 | 02   | 困るのよ              | さくらちさと | 水森英夫   | 猪股義周   | 38位              | TECA-24055 |
| 11 | 2025年 9月17日  | 01   | 華のひと              | 原文彦       | 水森英夫   | 伊戸のりお |                   | TECA-25040 |
| 11 | 2025年 9月17日  | 02   | たった二年と二ヶ月で  | 阿久悠       | 水森英夫   | 小谷充     |                   | TECA-25040 |

### アルバム
| 発売日         | タイトル        | 規格品番  |
| -------------- | --------------- | --------- |
| 2016年9月21日  | 翔太のお品書き  | TECE-3380 |
| 2017年11月15日 | 翔太のお品書き2 | TECE-3466 |

## 出演

### テレビ
- うたコン（NHK総合）
- ごごナマ ごごウタ（NHK総合）
- 新・BS日本のうた（NHK BSプレミアム）
- 木曜8時のコンサート〜名曲!にっぽんの歌〜(テレビ東京系)
- 洋子の演歌一直線(テレビ東京系)
- 歌謡プレミアム（BS日テレ）
- 徳光和夫の名曲にっぽん (BSテレ東)
- あなたが出会った昭和の名曲（BS11）
- オールスター家族対抗歌合戦（BSフジ）
- マツコの知らない世界（TBS）2023年6月20日 蝶ネクタイの世界

### ラジオ
- 大沢悠里のゆうゆうワイド 土曜日版 (TBSラジオ)
- 高田文夫のラジオビバリー昼ズ (ニッポン放送)
- きらめき歌謡ライブ (NHKラジオ第1)
- 日曜バラエティー (NHKラジオ第1)
- 井田・三丘の歌謡曲主義（東海ラジオ、毎週土曜日 2018年4月7日 - 2022年3月12日）